# Jiří Hofman
Jiří Hofman (* 19. prosince 1950) je bývalý český politik, v 90. letech 20. století a počátkem 21. století poslanec Poslanecké sněmovny za ČSSD, pak náměstek ministra práce a sociálních věcí.

## Biografie
V roce 1996 se uvádí jako invalidní důchodce z Frýdku-Místku. Ve volbách v roce 1996 byl zvolen do poslanecké sněmovny za ČSSD (volební obvod Severomoravský kraj). Mandát obhájil ve volbách v roce 1998. Zasedal v petičním výboru (v letech 1996-1998 jako člen, v letech 1998-2002 coby jeho místopředseda) a v letech 1998-2002 navíc byl členem výboru pro sociální politiku a zdravotnictví.
V červnu 2002 po odchodu ze sněmovny byl zvolen do dozorčí rady podniku Severomoravská energetika. V září 2002 ho pak ministr práce a sociálních věcí Zdeněk Škromach jmenoval svým náměstkem. V září 2006 ho po nástupu na tento rezort odvolal nový ministr Petr Nečas.
Angažoval se v komunální politice. V komunálních volbách roku 1994 byl zvolen do zastupitelstva města Frýdek-Místek za ČSSD. V komunálních volbách roku 1998 kandidoval, ale nebyl zvolen.